# کلایو اوانس
کلایو اوانس (انگلیسی: Clive Evans؛ زادهٔ ۱ مهٔ ۱۹۵۷) بازیکن فوتبال اهل بریتانیا است.
از باشگاه‌هایی که در آن بازی کرده‌است می‌توان به باشگاه فوتبال ترانمره راورز، باشگاه فوتبال کرو آلکساندرا، باشگاه فوتبال استوک‌پورت کانتی، باشگاه فوتبال لینکولن سیتی، و باشگاه فوتبال ویگان اتلتیک اشاره کرد.